# Chester Bowles
Chester Bowles, né le 5 avril 1901 à Springfield au Massachusetts et décédé le 25 mai 1986 à Essex dans le Connecticut, est un homme politique américain du parti démocrate. Il fut gouverneur du Connecticut entre 1949 et 1951 puis représentant pour le 2e district congressionnel du Connecticut de 1959 à 1961.

## Biographie
Chester Bowles est diplômé de l'université Yale. Avec son ami William Benton, il fit fortune en fondant en 1929 une agence de publicité, Benton & Bowles, qu'il revendit en 1935.
Il fut ambassadeur des États-Unis en Inde entre 1951 et 1953, puis entre 1963 et 1969. Il défendit en particulier les relations privilégiées entre les États-Unis et l'Inde.